# Monastère d'Uvac
Le monastère d'Uvac (en serbe cyrillique : Манастир Увац ; en serbe latin : Manastir Uvac) est un monastère orthodoxe serbe situé à proximité de la rivière Uvac, dans le district de Zlatibor et dans la municipalité de Čajetina, dans l'ouest de la Serbie. Il est inscrit sur la liste des monuments culturels protégés de la république de Serbie (identifiant no SK 1500).

## Présentation
Le monastère, également connu sous le nom de « Vuvac », se trouve à proximité de la rivière Uvac, au pied du Crni Vrh (le « Mont noir »), dans les monts Zlatibor, ; le lac de Ribnica est situé à proximité.

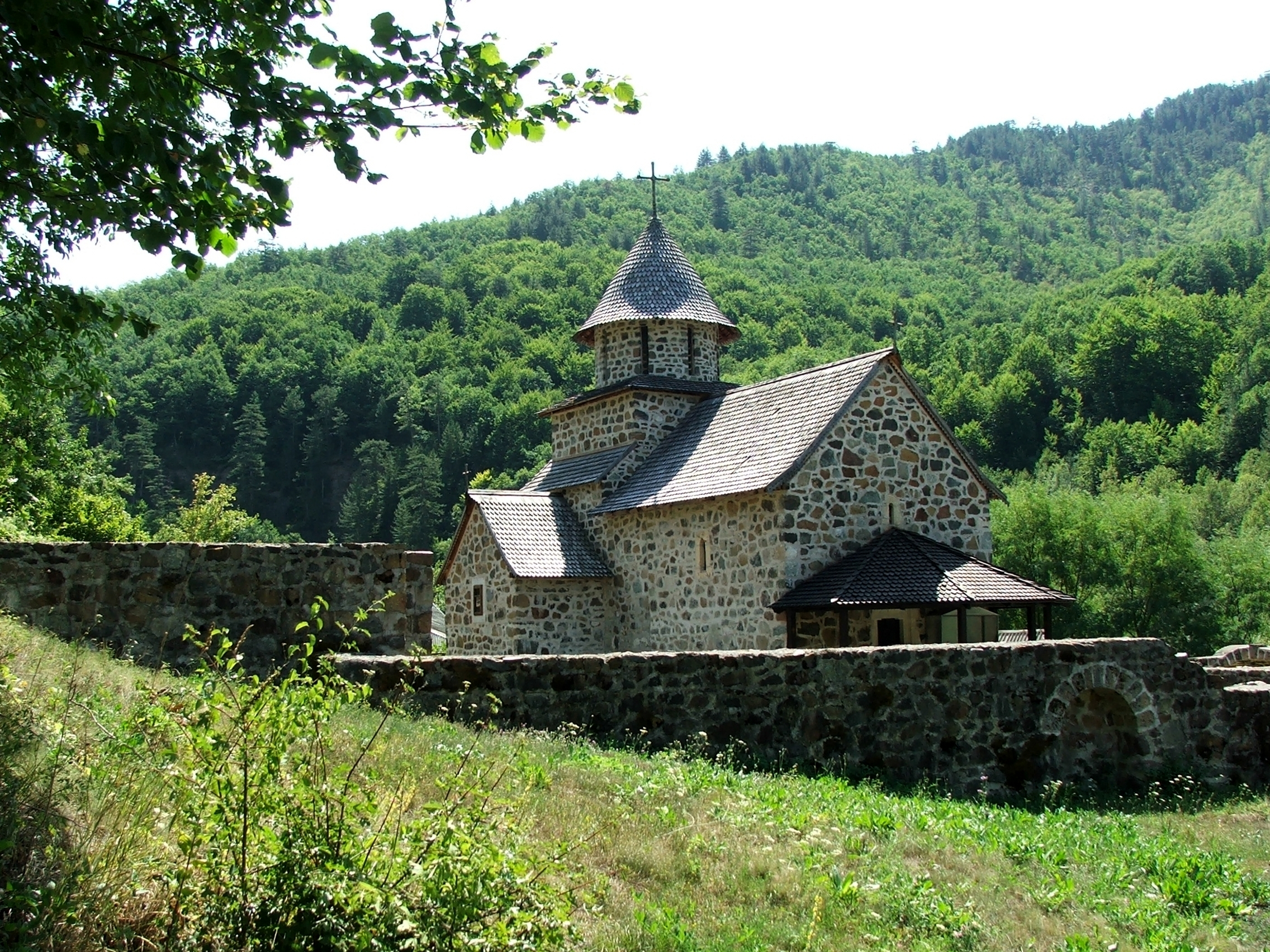
Autre vue du monastère.

Le monastère remonte au Moyen Âge et a été construit aux XIIe et XIIIe siècles ; selon la tradition, il serait une fondation de la dynastie des Nemanjić. Son église est dédiée à la Nativité de la Mère de Dieu. Il a connu son apogée dans la première moitié du XVIIe siècle, accueillant de nombreux visiteurs et de hauts dignitaires de l'Église orthodoxe serbe ; en revanche, il a été complètement détruit en 1698,.

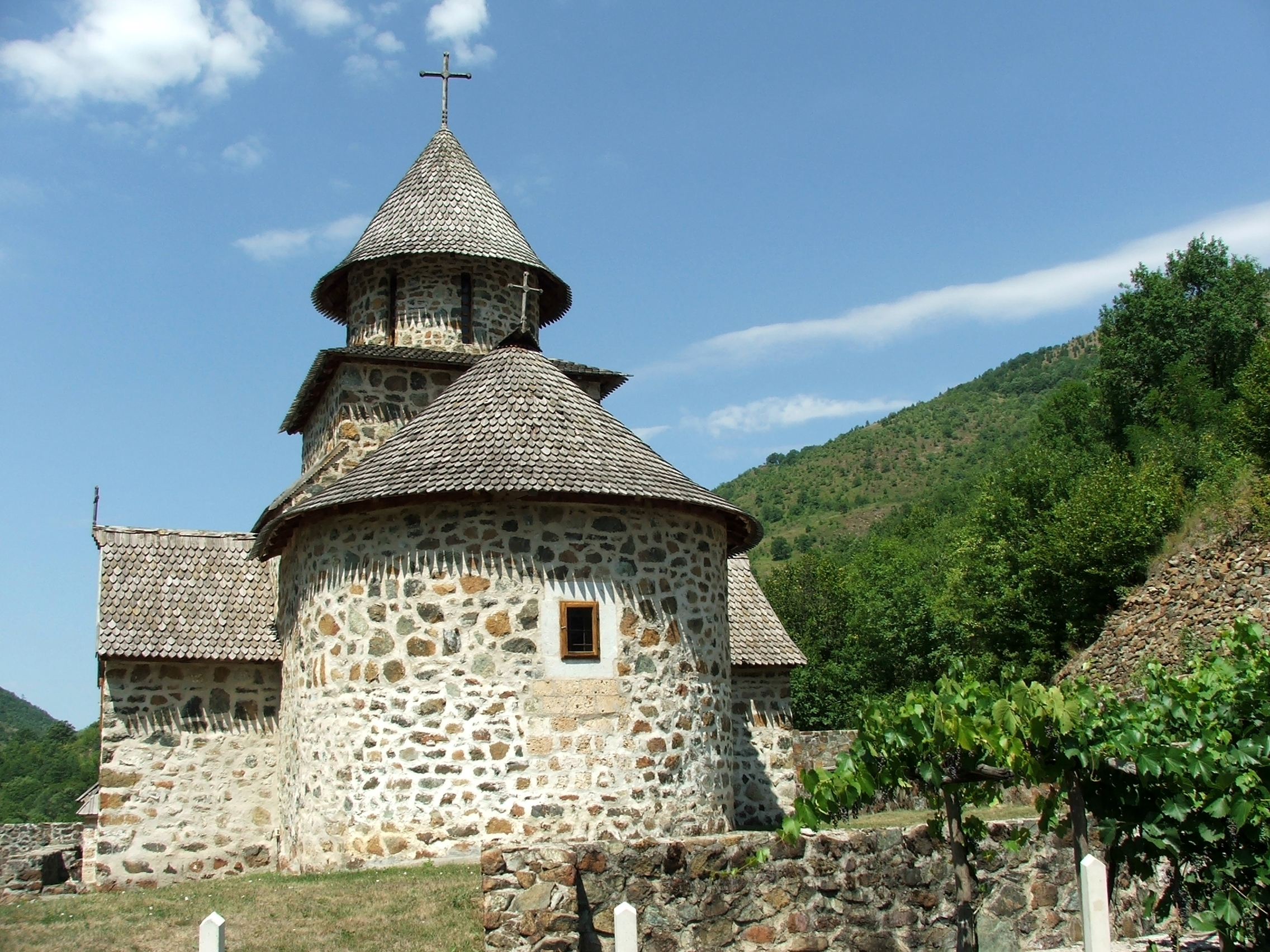
Détail du chevet de l'église.

Après trois siècles d'abandon, en 1994, la décision est prise de reconstruire le monastère, sous la direction du Musée national d'Užice et avec l'aide de l'État. Pour les murs de l'église des pierres de lave sont utilisées et, pour le toit, des bardeaux en pin. L'entreprise Putevi d'Užice crée une route vers le monastère, qui permet d'y arriver en voiture. Le 21 septembre 1998, Uvac devient un métoque du monastère de Studenica.
Il a été rendu à sa vocation religieuse.